# 施瓦本利维坦龙属
施瓦本利维坦龙属（学名：Suevoleviathan）是鱼龙目一个原始的已灭绝属，生存于早侏罗世（托阿尔期）的德国霍尔茨马登。

## 分类

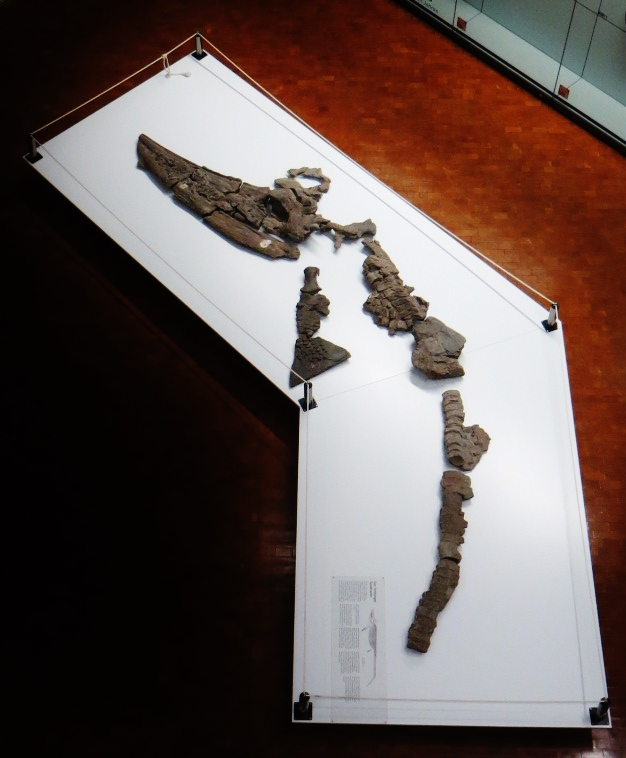
化石

本属由迈克尔·迈施（Michael Maisch）于1998年为残缺纤鳍鱼龙（Leptopterygius disinteger）及完整鱼龙（Ichthyosaurus integer）所命名，两者皆发现于霍尔茨马登托阿尔阶的波西多尼亚页岩。属名意为“施瓦本的利维坦”。模式种为残缺纤鳍鱼龙（许纳，1926年）。完整鱼龙（波隆，1844年）亦被迈施重新归入该属，从而产生新组合完整施瓦本利维坦龙（Suevoleviathan integer）。
麦克斯韦（2018年）重新描述了先前认为已经遗失、但后来被重新找出的完整施瓦本利维坦龙正模标本，并得出结论称，施瓦本利维坦龙的两个种实为同一物种的不同生长阶段，而完整种具有优先性（命名较早），应作为模式种。然而，迈施在重新检视一件自己临时归入完整施瓦本利维坦龙的标本过后，于2020年对上述结论表示反对。此标本有多项特征不同于残缺种，尤其是颅后骨骼。作者虽认为完整施瓦本利维坦龙是有效种，但因其正模标本不完整、未保留可供物种鉴别的重要特征，故将其视为一个元物种。

## 描述

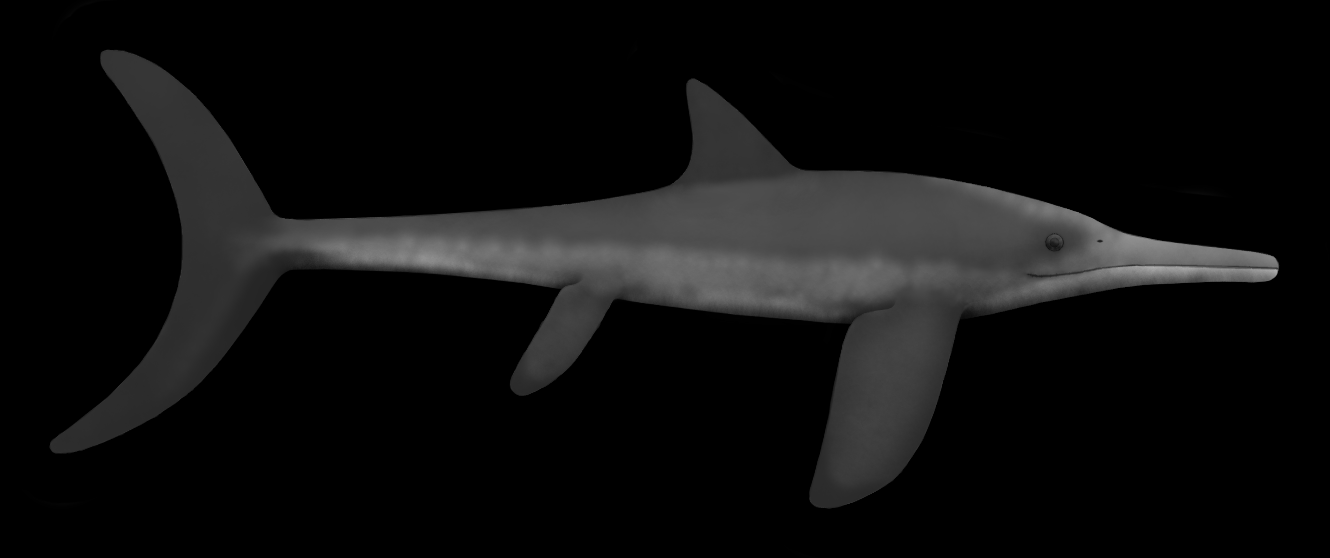
残缺施瓦本利维坦龙复原图

施瓦本利维坦龙是种长约4（13英尺）的大型鱼龙。颅骨低矮、眼眶尺寸中等，颅骨背侧轮廓仅轻微凹陷；前颌骨及齿骨具有从前颌骨窝及齿骨窝交替延伸的发育良好的沟槽；上颌骨前部短，延伸未超出外鼻孔，参与形成外鼻孔及眼眶腹缘并将泪骨与颧骨隔开；颧骨又短又结实，延伸未超出眼眶前缘；鳞骨较大，形成脸颊区域后缘大部分，并向下延伸至脸颊腹缘，导致方轭骨颧骨突明显与骨干分离；前后额骨尺寸近似；外鼻孔较大，呈三角形；上颌骨后段齿列缩减；牙齿坚固，呈典型的细齿状，无龙骨状突起；骶前椎有44节，前屈伸椎有88节；尾部后屈伸段长而灵活；后胸区脉弓低矮，有扩张的神经棘突；胸骨肋关节后部单头；前鳍有3根主指、4根轴后指、1根附指；第三指又分成3条次生射线；前鳍前缘无缺刻；前鳍各指向远端呈扇形展开；多数脚骨圆润且宽间距；骨盆分为三块；髂骨有前神经棘突；耻骨又细又弯；坐骨宽阔且近似矩形；后鳍有三趾，第一趾多有缺刻。
施瓦本利维坦龙保留了较大的前鳍，在鱼龙类中较为独特。其它鱼龙则显现出前鳍尺寸缩减的趋势，反映了其功能从在原始鱼龙超目身上用于低速游泳时的近轴推进，向在更进阶鱼龙目身上用以转向的转变。施瓦本利维坦龙硕大的前鳍，显示其保留了在低速推进中的原始功能，尽管尾巴两侧摆动可能仍是高速游泳下的主要运动机制。